# サマルカンド
サマルカンド（英語: Samarkand, ロシア語:Самарканд  ペルシア語: سمرقند (Samarqand), ウズベク語: Samarqand/Самарқанд, タジク語: Самарқанд(Samarqand)）は、中央アジア、ウズベキスタンにあるシルクロードのオアシス古都。タジク人人口が多く、タジク語とウズベク語の双方の通用度が高い。

## 概要
アムダリヤ川の支流であるザラフシャン川河岸にあり、機械・化学・綿花・絹・皮革関係の工業が行われる。人口約55万人（2021年）。ウズベキスタンの初代大統領イスラム・カリモフはこの町の出身。
ステップ気候から地中海性気候への移行部特有の抜けるような青空とモスクのラピスラズリ色から「青の都」と呼ばれる。

## 地理

### 気候
気候は大陸性気候で寒暖の差が激しい。夏は乾燥して日中は40度近い酷暑となるが、標高が702mと高い分、タシュケントよりは暑さは和らぎ、朝晩は比較的涼しい。冬は寒く積雪もあるが年によって違いが大きく、1月平均気温の0度前後を大幅に下回る寒さとなることもあり、過去には-25.4℃を記録している。
| サマルカンド の気候         | サマルカンド の気候 | サマルカンド の気候 | サマルカンド の気候 | サマルカンド の気候 | サマルカンド の気候 | サマルカンド の気候 | サマルカンド の気候 | サマルカンド の気候 | サマルカンド の気候 | サマルカンド の気候 | サマルカンド の気候 | サマルカンド の気候 | サマルカンド の気候 |
| 月                          | 1月                 | 2月                 | 3月                 | 4月                 | 5月                 | 6月                 | 7月                 | 8月                 | 9月                 | 10月                | 11月                | 12月                | 年                  |
| --------------------------- | ------------------- | ------------------- | ------------------- | ------------------- | ------------------- | ------------------- | ------------------- | ------------------- | ------------------- | ------------------- | ------------------- | ------------------- | ------------------- |
| 最高気温記録 °C （°F）      | 22.8 (73)           | 26.7 (80.1)         | 31.7 (89.1)         | 36.2 (97.2)         | 39.5 (103.1)        | 41.4 (106.5)        | 42.4 (108.3)        | 41.0 (105.8)        | 38.2 (100.8)        | 35.2 (95.4)         | 29.9 (85.8)         | 26.7 (80.1)         | 42.4 (108.3)        |
| 平均最高気温 °C （°F）      | 6.8 (44.2)          | 9.1 (48.4)          | 14.2 (57.6)         | 21.1 (70)           | 26.4 (79.5)         | 32.2 (90)           | 34.1 (93.4)         | 32.9 (91.2)         | 28.3 (82.9)         | 21.6 (70.9)         | 15.3 (59.5)         | 9.1 (48.4)          | 20.9 (69.6)         |
| 日平均気温 °C （°F）        | 1.6 (34.9)          | 3.9 (39)            | 8.5 (47.3)          | 14.9 (58.8)         | 19.8 (67.6)         | 25.0 (77)           | 26.7 (80.1)         | 25.2 (77.4)         | 20.1 (68.2)         | 13.6 (56.5)         | 8.4 (47.1)          | 3.8 (38.8)          | 14.3 (57.7)         |
| 平均最低気温 °C （°F）      | −1.7 (28.9)         | −0.5 (31.1)         | 4.0 (39.2)          | 9.4 (48.9)          | 13.5 (56.3)         | 17.4 (63.3)         | 18.9 (66)           | 17.4 (63.3)         | 12.7 (54.9)         | 7.2 (45)            | 3.4 (38.1)          | −0.2 (31.6)         | 8.5 (47.3)          |
| 最低気温記録 °C （°F）      | −25.4 (−13.7)       | −22.0 (−7.6)        | −14.9 (5.2)         | −6.8 (19.8)         | −1.3 (29.7)         | 4.8 (40.6)          | 8.6 (47.5)          | 5.9 (42.6)          | 0.0 (32)            | −6.4 (20.5)         | −18.1 (−0.6)        | −22.8 (−9)          | −25.4 (−13.7)       |
| 降水量 mm （inch）          | 44 (1.73)           | 39 (1.54)           | 71 (2.8)            | 63 (2.48)           | 33 (1.3)            | 4 (0.16)            | 4 (0.16)            | 0 (0)               | 4 (0.16)            | 24 (0.94)           | 28 (1.1)            | 41 (1.61)           | 355 (13.98)         |
| 出典：Hong Kong Observatory |                     |                     |                     |                     |                     |                     |                     |                     |                     |                     |                     |                     |                     |

## 歴史

### マラカンダ
紀元前10世紀ころからイラン系民族のオアシス都市として発展し、ギリシャ史料では紀元前4世紀にソグド人の都市「マラカンダ」（古代ギリシア語: Μαρακάνδα）は、アレクサンドロス3世率いるマケドニア王国遠征軍に近郊の "Sogdian Rock"（古代ギリシア語: βράχου της Σογδιανής）で最後まで抵抗した（ソグディアナ攻防戦）。

### アフラシヤブ

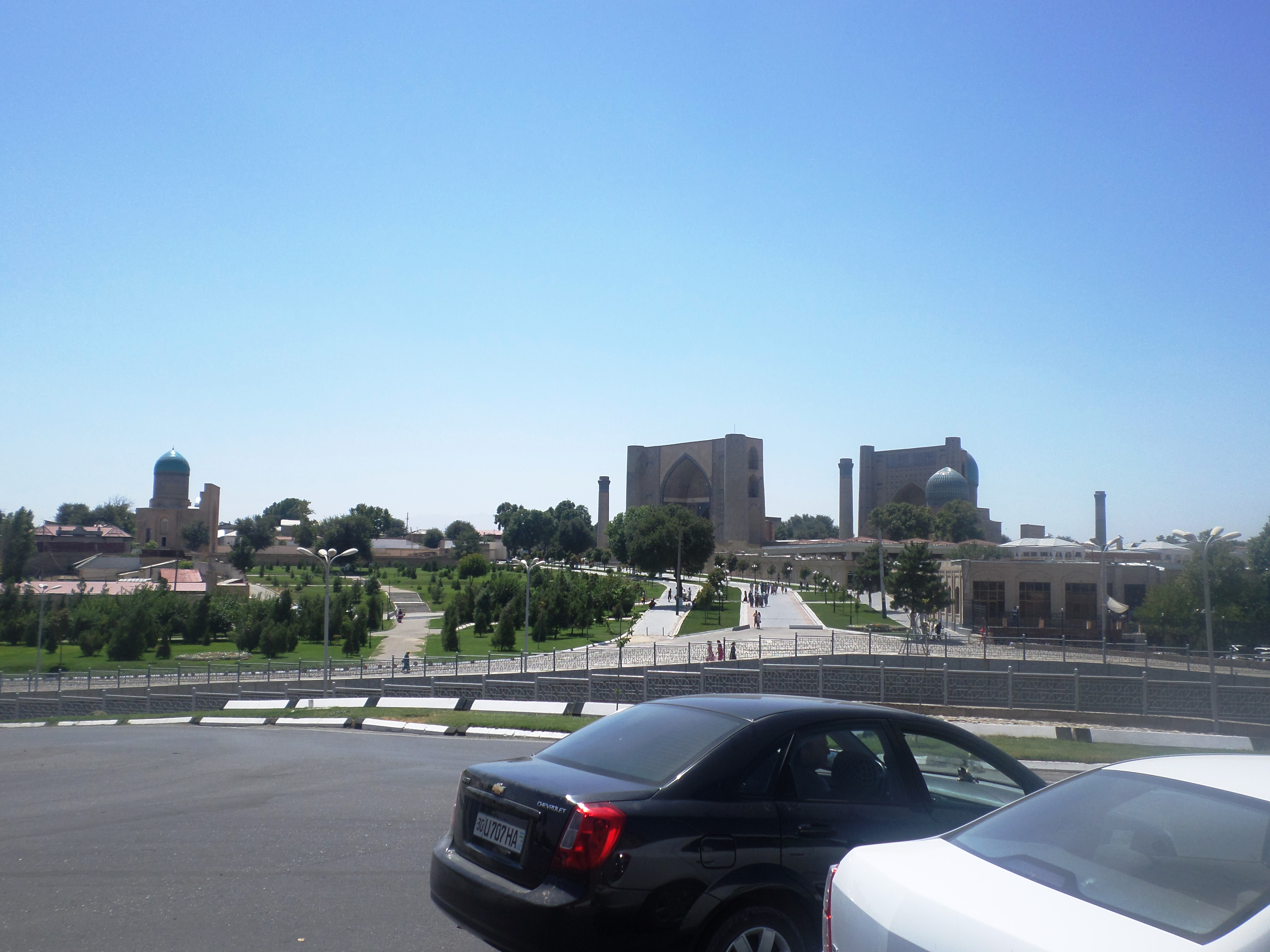
旧市街にあるビービー・ハーヌム・モスク

『後漢書』などの漢文資料では康国として表れ、昭武九姓の一つに挙げられ、王族は月氏の子孫とされている。玄奘三蔵や後世のアラビア語、ペルシア語の地理書によればソグディアナ、マー・ワラー・アンナフルの中心と呼ばれている。都市国家の連合体であったソグディアナではサマルカンドの支配者が、時には都市国家連合全体の盟主となることがあり、8世紀初頭にはサマルカンド王デーワーシュティーチュが「ソグドの王」を名乗っている。
712年にクタイバ・イブン・ムスリムによってウマイヤ朝のアラブ連合軍に征服され、イスラーム化が始まった。イスラーム時代を通じてブハラと並びマーラワーアンナフルの中心都市として発展した。751年のタラス河畔の戦いで捕虜となった製紙職人によって、759年にイスラーム世界で最初の製紙工場が営まれたのもサマルカンドと伝えられる。
アッバース朝によるサマルカンドの支配は間もなく消滅し、イスマイール・ソモニによるサーマーン朝（875-999）の商業拠点都市となる。サーマーン朝は名目上はカリフの家臣であったが、ササン朝以来のタジク＝ペルシア文化が復興し、現代シルクロードの伝統工芸の基礎が築かれる。サーマーン朝の支配下、サマルカンドはサーマーン朝の首都となり、数多くの交易路の重要な拠点となった。サーマーン朝は999年頃にカラハン朝によって滅ぼされた。その後200年間、サマルカンドはセルジューク朝やホラズム・シャー朝を含むトルコ系諸部族によって次々と支配された。
1060年に成立した中国唐の歴史書新唐書西域伝には「康国は又の名を薩末鞬、あるいは颯秣建という」という意味の記載がある。以後サーマーン朝の支配を受け、11世紀にカラハン朝に征服されてからはテュルク化も始まる。カラハン朝時代は有力王族の所領として、1210年頃にホラズム・シャー朝のアラーウッディーン・ムハンマドによって西カラハン朝が滅ぼされてからはその支配下となり、ムハンマドは首都をウルゲンチからこのサマルカンドへ移した。
商才に長けたソグド人の町としていくつもの王朝の支配を受けながらも数世紀にわたって繁栄を続けてきた。しかし、十字軍戦争の影響を受けてシリア経由路が閉鎖された結果、インドから黒海に至る交通路を占めたホラズム・シャー朝の首都として繁栄していたサマルカンドは1220年、モンゴルによって徹底的に破壊され、人口の3/4が殺されたという。その当時の旧サマルカンドは、ラフマト川に南面するアフラースィヤーブないしアフラシヤブ（の丘）と呼ばれ、現在の市街地の北側にある。
後にティムール朝の王族たちの廟となったシャーヒ・ズィンダ廟群はこのアフラシアブの丘の東南遇に位置する。その後モンゴル帝国の中央アジア総督府の管轄となり、カイドゥの乱が終結してからはドゥア家のチャガタイ・ウルスの所領として確定した。1333年、イブン・バットゥータは北方のジョチ・ウルスからホラズム、ブハーラーを経由してタルマシリンが治めるチャガタイ・ウルスを訪れている。イブン・バットゥータはタルマシリンとの謁見を終えるとサマルカンドにも滞在しているが、市街地にあった宗教施設、宮殿、城壁、城門のたぐいは跡形も無く消滅して大部分が廃墟になっており、かつての町の内部はいくつも農園がある、と述べている。郊外にはアラブ征服時代の聖人廟があってサマルカンドの住民たちは頻繁に参詣に訪れているとも述べる。

### 新市街地

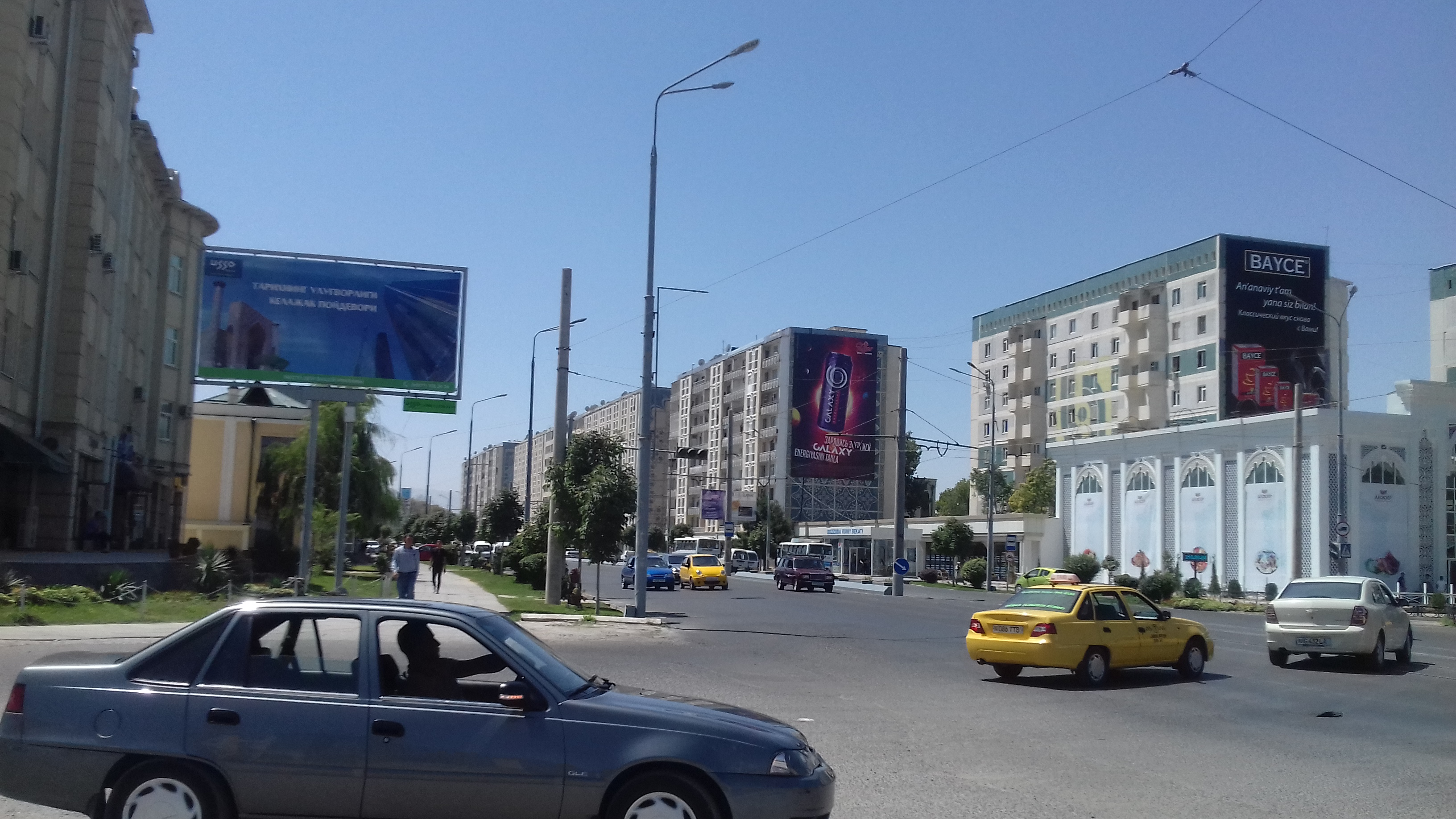
新市街にある近代的な建物が立ち並ぶベルニー通

14世紀末から15世紀にかけてはティムール朝の首都として繁栄。市街地の内部にはティムールの墓廟であるグーリ・アミール廟やビビ・ハヌム・モスクなどが、アフラシヤブにはシャーヒ・ズィンダ廟群が築かれ、郊外にはティムール朝の王族やアミール、廷臣らが大小さまざまな庭園や牧場、宿営地などを設けられた。西域番国志によると、15世紀初頭、明の永楽帝の命を受けた陳誠が、陸路でこの地（「撒馬児罕」と記録されている）を訪れている。ティムールの孫ウルグ・ベクの時代に天文台が築かれて、その当時の建物を含めて文化交差点としてユネスコの世界遺産（文化遺産）になっている。
ティムール朝後期は諸王家がサマルカンドを巡って争奪を繰り返すようになり、後のムガル朝の始祖となったバーブルも故地のフェルガナから、自らたびたび遠征してこの争奪戦に加わり、幾度か領有している。その後、1500年にジョチ・ウルス系のウズベク勢力であるシャイバーニー朝のムハンマド・シャイバーニー・ハンによって征服された。その後はジャーン朝などテュルク系のウズベク人の国家ブハラ・ハン国に属し、首都の地位はブハラに奪われたが17世紀にはウルグ・ベクのマドラサと対になるシールダール・マドラサが追加されて現在のレギスタン広場が形成されるなど、中央アジアの主要都市のひとつとして機能した。
しかし、18世紀中頃からはウズベク諸政権内部の対立や周辺の諸部族の抗争、さらにイランからアフシャール朝のナーデル・シャーの侵攻を受けるなどしたために荒廃が激しくなった。19世紀にはブハラ・アミール国の発展によって復興されたが、アミール・ナスルッラーが没してブハラからの支配が弱まると、1868年にはロシア軍に占領され、ロシア領トルキスタンに編入された。
中央アジアはロシアの綿工業に、原綿を供給するようになった。1880年から、中央アジア鉄道の建設が始まり、1888年にはサマルカンドに達した。1906年に鉄道はオレンブルクとタシュケントを結んで完成し、ヨーロッパロシアに運ばれる原綿はますます増えた。
サマルカンドはもともとブハラと同様イラン系であるペルシア語話者、すなわちタージーク（タジク人）の多い都市であったが、ソビエト連邦時代の1924年、民族的境界画定によりウズベク・ソビエト社会主義共和国に区分され、1930年までその首都であった。

## 対外関係

### 姉妹都市･提携都市
| - ニーシャープール（イラン） - ブハラ（ウズベキスタン） - バルフ（アフガニスタン） - メルブ（トルクメニスタン） - クスコ（ペルー） - ラホール（パキスタン） | - リヴィウ（ウクライナ） - イスタンブール（トルコ） - イズミル（トルコ） - ケルアン（チュニジア） - ホジェンド（タジキスタン） - 奈良市（日本） |

### 日本との関わり
サマルカンドには日本語を学習する学生も多く、特にサマルカンド外国語大学に学習者が多い。
1986年、吉田拓郎が『サマルカンド・ブルー』というタイトルのアルバムを発売している。
2022年10月18日、奈良市と姉妹都市提携を結んだ。

## 経済

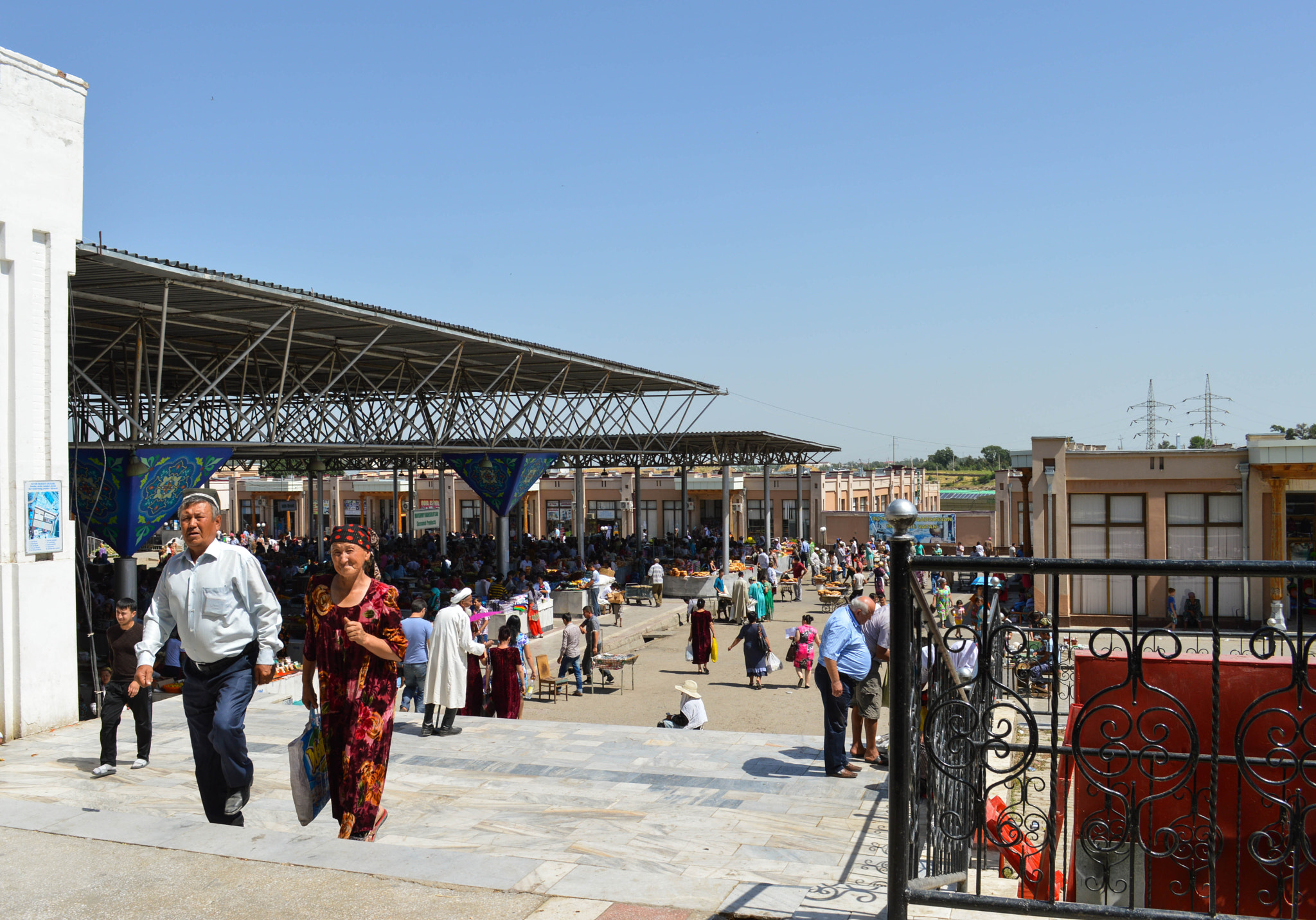
サマルカンドのバザール

### 工業
機械・化学・綿花・絹・皮革関係の工業が盛んに行われている。

### 商業
古来よりシルクロードの中継都市として、多くのものが集まる物流の中心地としてチョルスーのような屋内中央市場が置かれるなど商業都市として発展していた。

## 交通

### 空港
- サマルカンド国際空港 - タシュケント、モスクワ、イスタンブールなどの便がある。

### 鉄道
- タシュケント・サマルカンド高速鉄道 - タシュケントとを約2時間で結ぶ高速列車アフラシャブ号が走っている。
- サマルカンド市電 - 市内交通としての路面電車

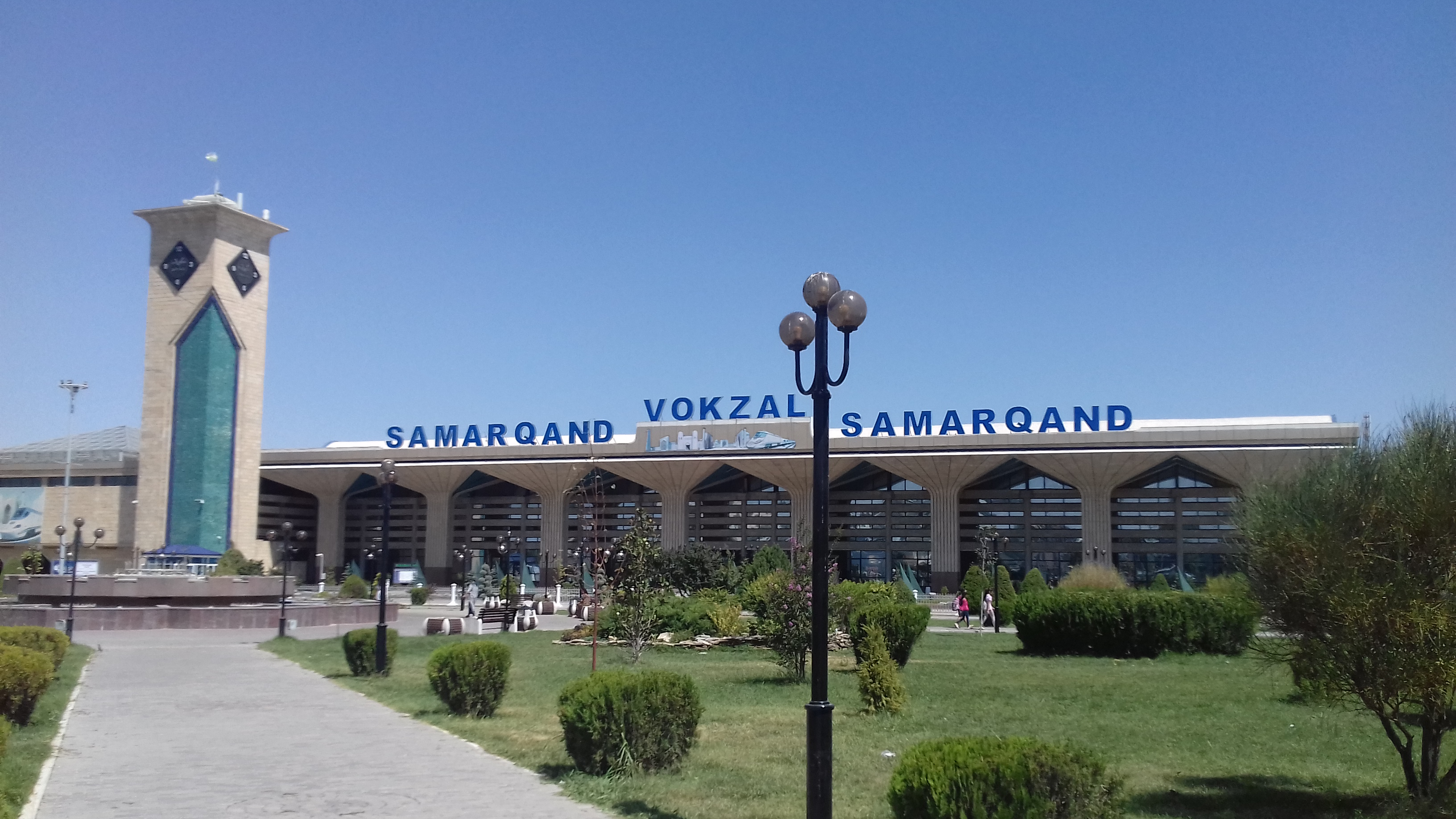
サマルカンド駅
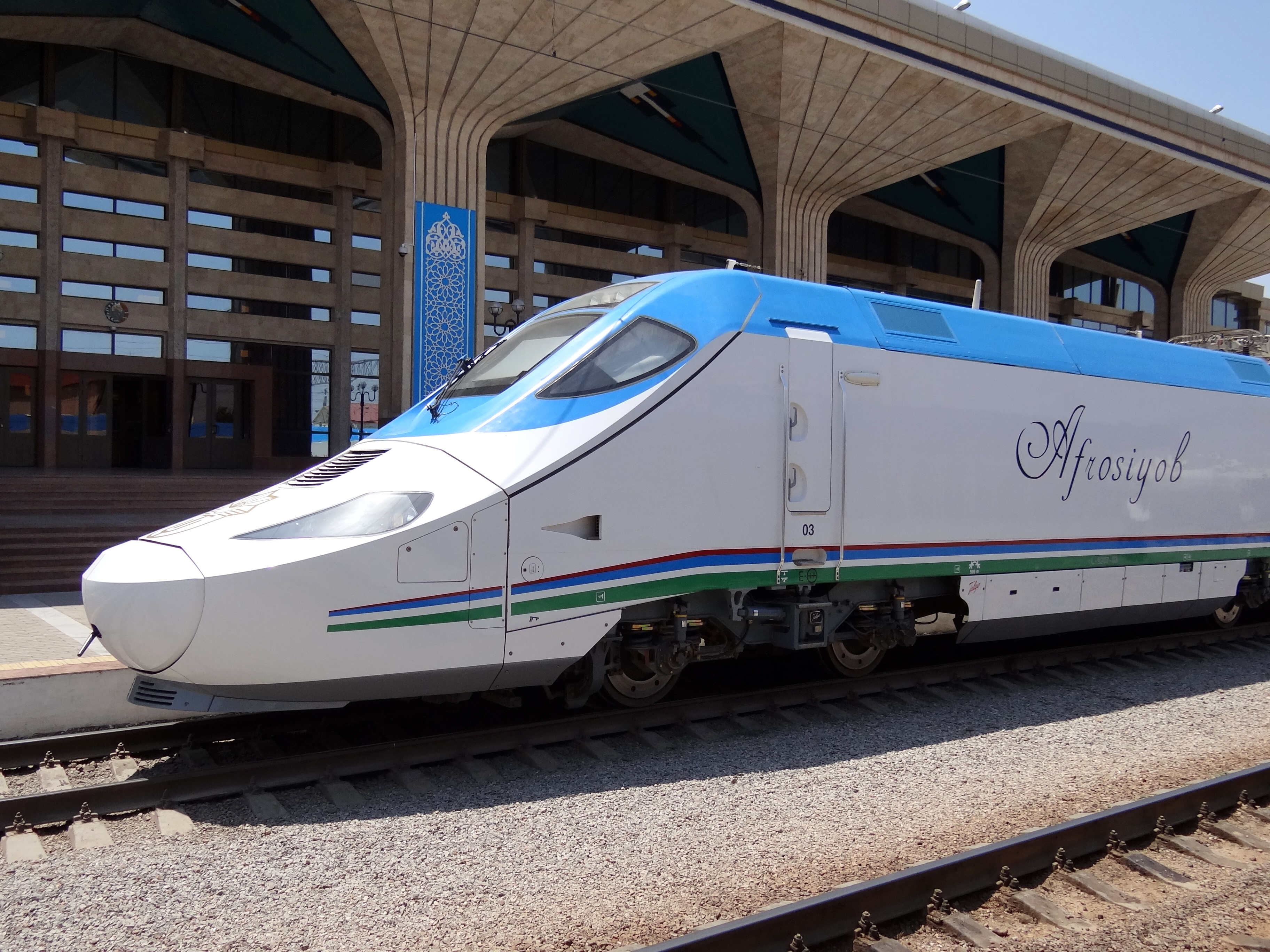
アフラシャブ号
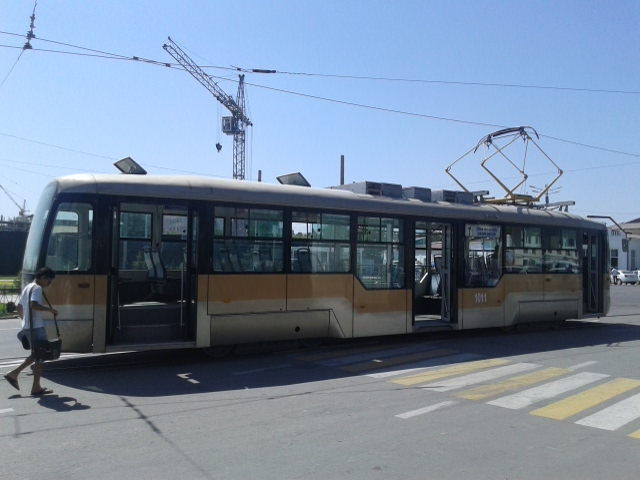
サマルカンド市電

### 港湾
- サマルカンド港 - 運河を渡る渡し舟の渡船所。

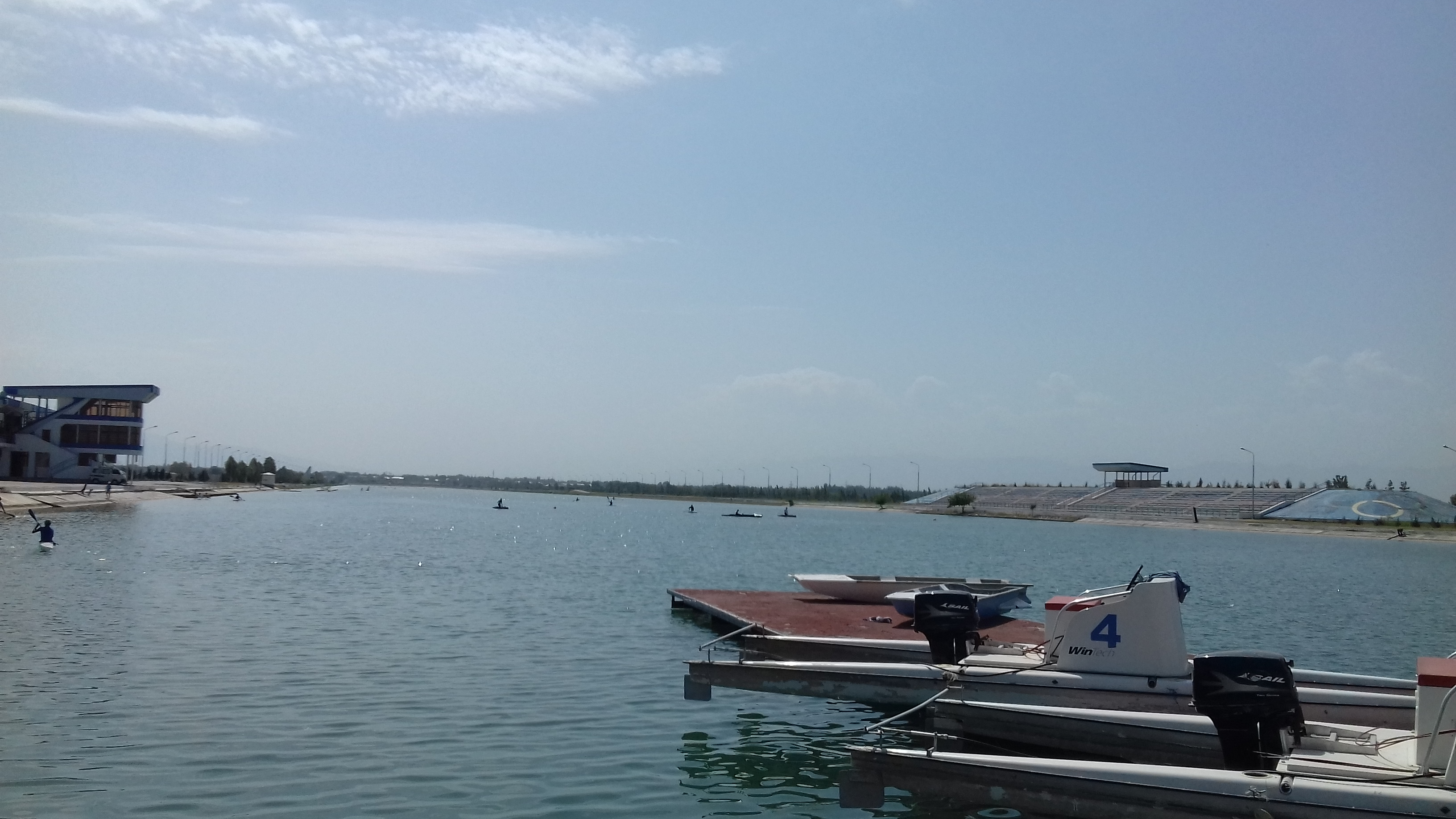
渡船所

## 教育
次のような高等教育機関がある。
- サマルカンド国立大学 (ウズベク語、ロシア語、英語で)
- サマルカンド国立外国語学院 (ウズベク語、ロシア語、英語で)
- サマルカンド国立設計・建築学院
- サマルカンド医学院
- サマルカンド経済・サービス学院 (英語で)
- サマルカンド農業学院 (ウズベク語、ロシア語で)
- サマルカンド州立医療研究所

など

## 観光
レギスタン広場
「砂の場所」という意味をもつレギスタン広場には向かって左側にはウルグ・ベク・マドラサ、右側にはシェル・ドル・マドラサ、さらに中央にはティリャー・コリーモスクマドラサの3つのマドラサ神学校が建っている。
- レギスタン広場
- ウルグ・ベク・マドラサ (1420年頃完成)
- ティリャー・コリーモスクマドラサ (1660年完成)
- シェル・ドル・マドラサ (1636年完成)
- シェル・ドル・マドラサ

グーリ・アミール廟
グーリ・アミール廟はティムール及びその家族の霊廟である。
- グーリ・アミール廟
- グーリ・アミール廟
- 緑にライトアップされたグーリ・アミール廟
- 青にライトアップされたグーリ・アミール廟

アクサライ廟
アクサライ廟はグーリ・アミール廟の南東30mに位置する霊廟である。
- アクサライ廟

ウルグ・ベク天文台
ウルグ・ベク天文台はウルグ・ベクにより1420年代に建設された天文台である。
- ウルグ・ベク天文台跡（全景）
- ウルグ・ベク天文台跡の巨大四分儀（埋没部分内部）

シャーヒ・ズィンダ廟群
シャーヒ・ズィンダ廟群はサマルカンドの霊廟群である。
- シャーヒ・ズィンダ廟群
- シャーヒ・ズィンダ廟群
- シャーヒ・ズィンダ廟群
- シャーヒ・ズィンダ廟群

ビービー・ハーヌム・モスク
ビービー・ハーヌム・モスクはサマルカンドのモスクである。
- ビービー・ハーヌム・モスクの遠景
- ビービー・ハーヌム・モスク

アフラシヤブ
アフラシヤブ (サマルカンド)はサマルカンドの北にある遺跡である。
- アフラシヤブ
- アフラシヤブの墓

## 世界遺産

### 登録基準
この世界遺産は世界遺産登録基準のうち、以下の条件を満たし、登録された（以下の基準は世界遺産センター公表の登録基準からの翻訳、引用である）。
- (1) 人類の創造的才能を表現する傑作。
- (2) ある期間を通じてまたはある文化圏において、建築、技術、記念碑的芸術、都市計画、景観デザインの発展に関し、人類の価値の重要な交流を示すもの。
- (4) 人類の歴史上重要な時代を例証する建築様式、建築物群、技術の集積または景観の優れた例。

## 舞台とした作品
映画
- 旅のおわり世界のはじまり（2019年）

映像
2018年12月25日NHK BSプレミアム番組　世界ふれあい街歩き『シルクロード　青の都　サマルカンドーウズベキスタン』で放映。
小説
- 射鵰英雄伝（金庸）